# Bryozokalksten

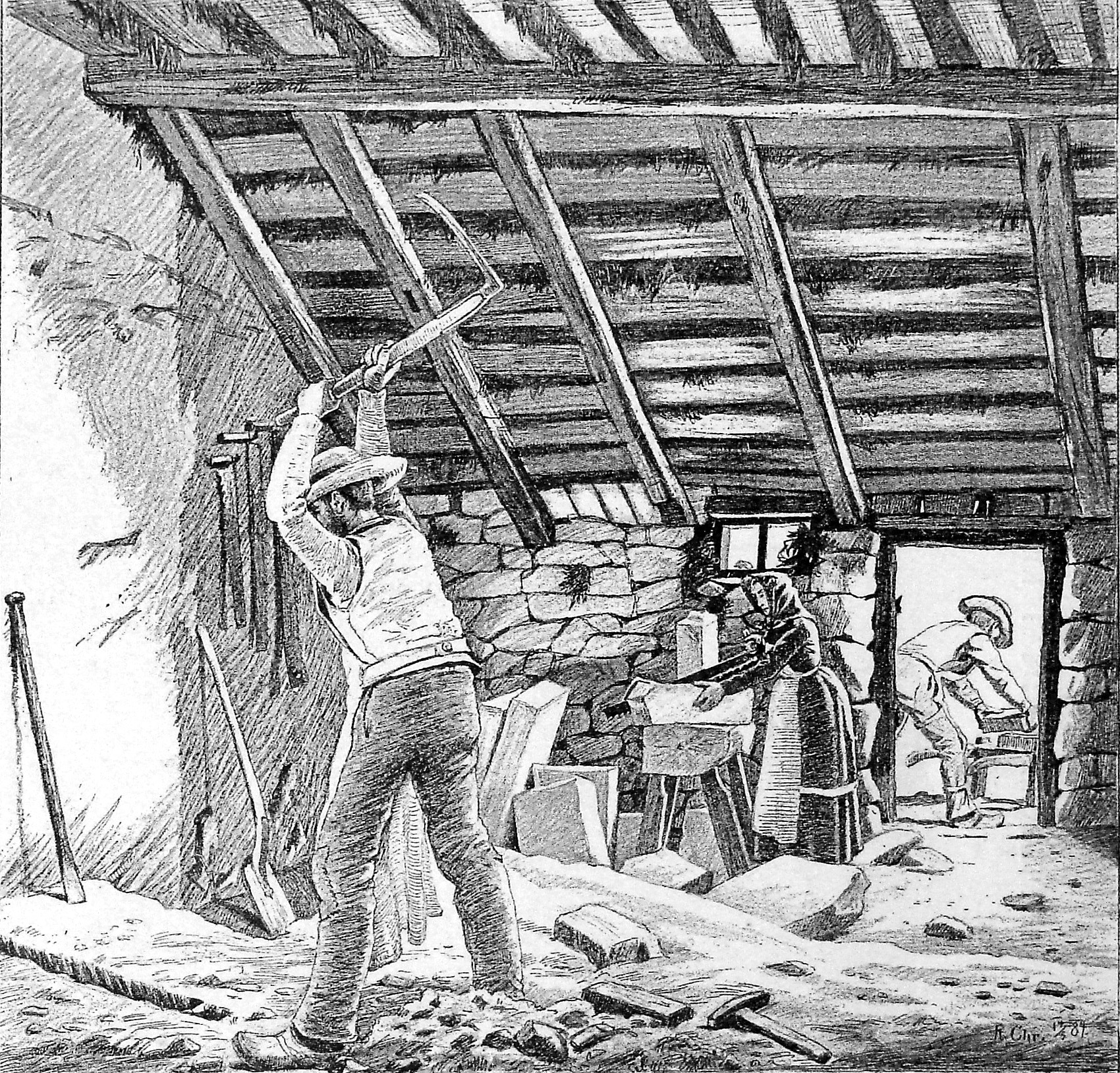
Kalkstensskärare vid Bulbjerg på Nordjylland i slutet av 1800-talet.

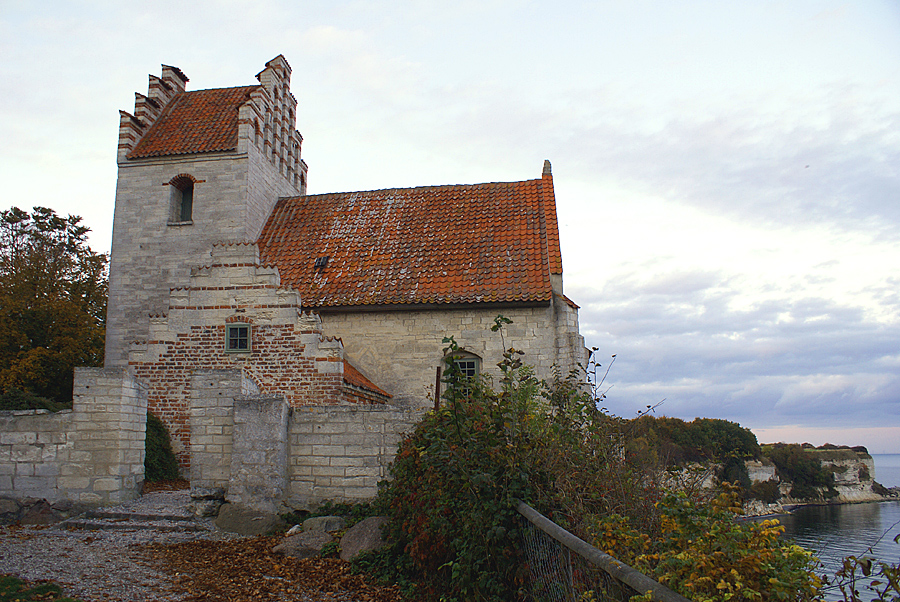
Højerup gamle kirke på Stevns klint, byggd av limsten från mitten av 1200-talet, 2008

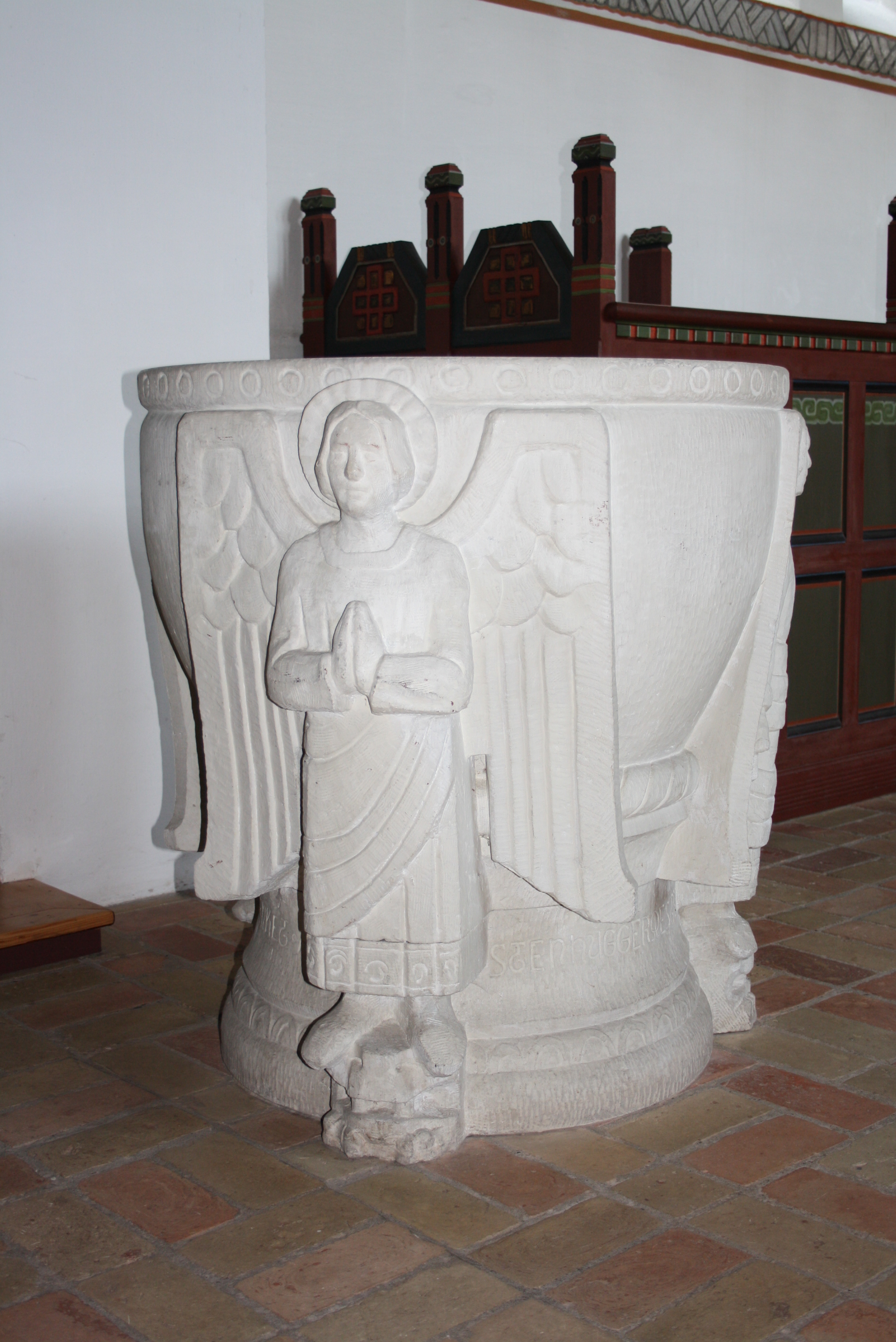
Dopfunt i lokal limsten i Højerup kirke

Bryozokalksten, även lokalt benämnd limsten, är en kalksten som förekommer i Malmöområdet, framför allt Limhamn, och på stora områden utgör berggrunden i Danmark. Bryozokalken är i Danmark också ett viktigt grundvattenmagasin. I Sverige benämns bryozokalksten också geologiskt Limhamnsledet och sedimenterades under tidsåldern Dan, det vill säga för ungefär 66-62 miljoner år sedan, direkt efter krittiden.
Den karaktäriseras av sin halt av bryozolämningar, lämningar av en typ av små mossdjur. Hålrummen mellan bryozodelarna fylldes ut med kalkslam. Den översta delen av kalklagren är ofta krossad på grund av isens inverkan under istiden.

## Användning
De bearbetade stenarna används som byggnadssten. Redan i forntiden var bryozokalksten känd under namnet kritsten.